# Тургунбаев, Мелис Жусупжанович
Мелис Жусупжанович Тургунбаев (род. 2 мая 1982, Ош) — кыргызский государственный деятель. Председатель Национального банка Кыргызской Республики с 26 июня 2024 года. До этого с 15 марта 2023 года был министром природных ресурсов,экологии и технического надзора Киргизской Республики.
Доктор экономических наук. Доцент. Автор более 30 научных статей, которые были опубликованы на нескольких языках и в нескольких странах ближнего и дальнего зарубежья.
Выпускник престижной магистерской программы «Слоун» по лидерству и стратегии известной Лондонской Школы Бизнеса (2022—2023).

## Биография
Родился 2 мая 1982 года в селе Кызыл-Суу Ошской области. Выпускник Американского университета в Центральной Азии и London Business School. В 2013 году прошел через открытый конкурс и зачислен в резерв кадров для назначения на высшие должностные позиции государственных компаний. В 2023-2024 годах занимал пост министра природных ресурсов, экологии и технического надзора Кыргызской Республики. С 26 июня 2024 года – Председатель Национального банка Кыргызской Республики.
Имеет более 20 лет опыта работы на высших управленческих должностях на международном уровне, навыки стратегического управления, большой межкультурный и межотраслевой опыт, а также опыт работы с государственными органами, акционерами и в советах директоров.
Женат, отец четверых детей.

## Политическая карьера
·       2002-2006 годы – ведущий специалист Управления государственного долга Министерства финансов Кыргызской Республики.
·       2006-2015 годы – начальник отдела анализа рынка и ценообразования ОсОО «Газпром нефть Азия».
·       2013-2017 годы – член совета директоров ОАО «Кыргызнефтегаз».
·       2015-2021 годы – директор регионального филиала ОсОО «Газпром Кыргызстан».
·       2017-2020 годы – председатель совета директоров ОАО «Кыргызнефтегаз».
·       2020-2021 годы – председатель правления ОАО «Кыргызнефтегаз».
·       2021-2023 годы – член совета директоров ЗАО «Кыргызский инвестиционно-кредитный банк».
·       2023-2024 годы – министр природных ресурсов, экологии и технического надзора Кыргызской Республики.
·       2024 год – настоящее время – председатель Национального банка Кыргызской Республики.

## Награды
- Почетная Грамота Жогорку Кенеша Кыргызской Республики.
- Почетная Грамота Правительства Кыргызской Республики.
- «Отличник экономики» от Министерства экономики Кыргызской Республики.
- «Отличник системы управления государственной собственностью» от ФУГИ.
- Почетная Грамота Министерства экономики Кыргызской Республики.
- Почетная Грамота Министерства энергетики Кыргызской Республики.
- Почетная Грамота ПАО «Газпром нефть».